# 尤利烏斯·溫岑茲·馮·克羅姆布霍爾茲
尤利烏斯·溫岑茲·馮·克羅姆布霍爾茲（Julius Vincenz von Krombholz，1782年12月19日—1843年11月1日）是出生於捷克Oberpolitz的醫師與真菌學家。
克羅姆布霍爾茲曾於布拉格大學修習醫學，並於1814年取得學位。1828年被認為特殊病理學與療法的教授，之後他曾運用自己的影響力幫助身無分文的August Carl Joseph Corda進入布拉格大學就讀，後者後來也成為了醫師與真菌學家。
除了研究藥學外，克羅姆布霍爾茲也對真菌學感興趣，他做了許多實驗研究蕈類的毒性，他最為人知的是在1831-1846年間，基於自己的觀察研究發行的蕈類刊物Naturgetreue Abbildungen und Beschreibungen der essbaren, schädlichen und verdächtigen Schwämme，其中栩栩如生的圖片和對食用蕈、有毒真菌與疑似有毒真菌的描述為人所稱道。克羅姆布霍爾茲在此刊物完成前的1843年逝世，其後半部分是由Johann Baptista Zobel完成的。1831年，克羅姆布霍爾茲成為布拉格大學的院長。
有許多蕈類都是由克羅姆布霍爾茲最先描述的，命名縮寫Krombh.即為用來引證這些真菌學名的命名人縮寫。

## 圖集
以下為克羅姆布霍爾茲在其著作Naturgetreue Abbildungen und Beschreibungen der essbaren中繪製的插圖：

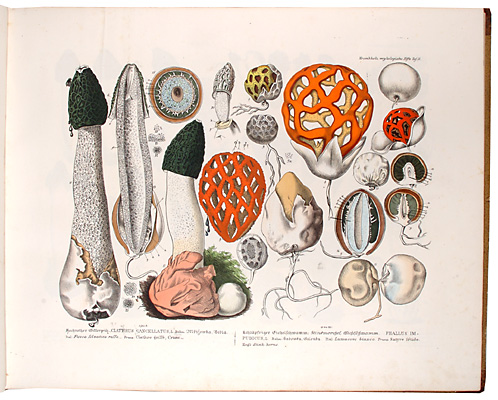
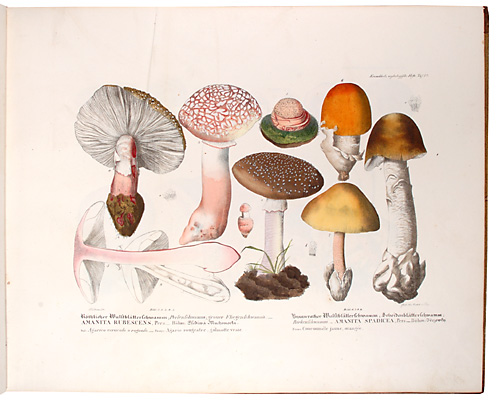
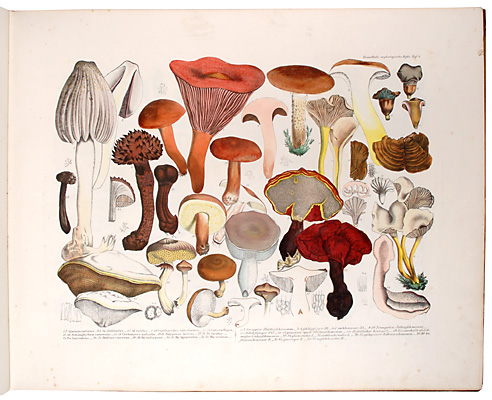
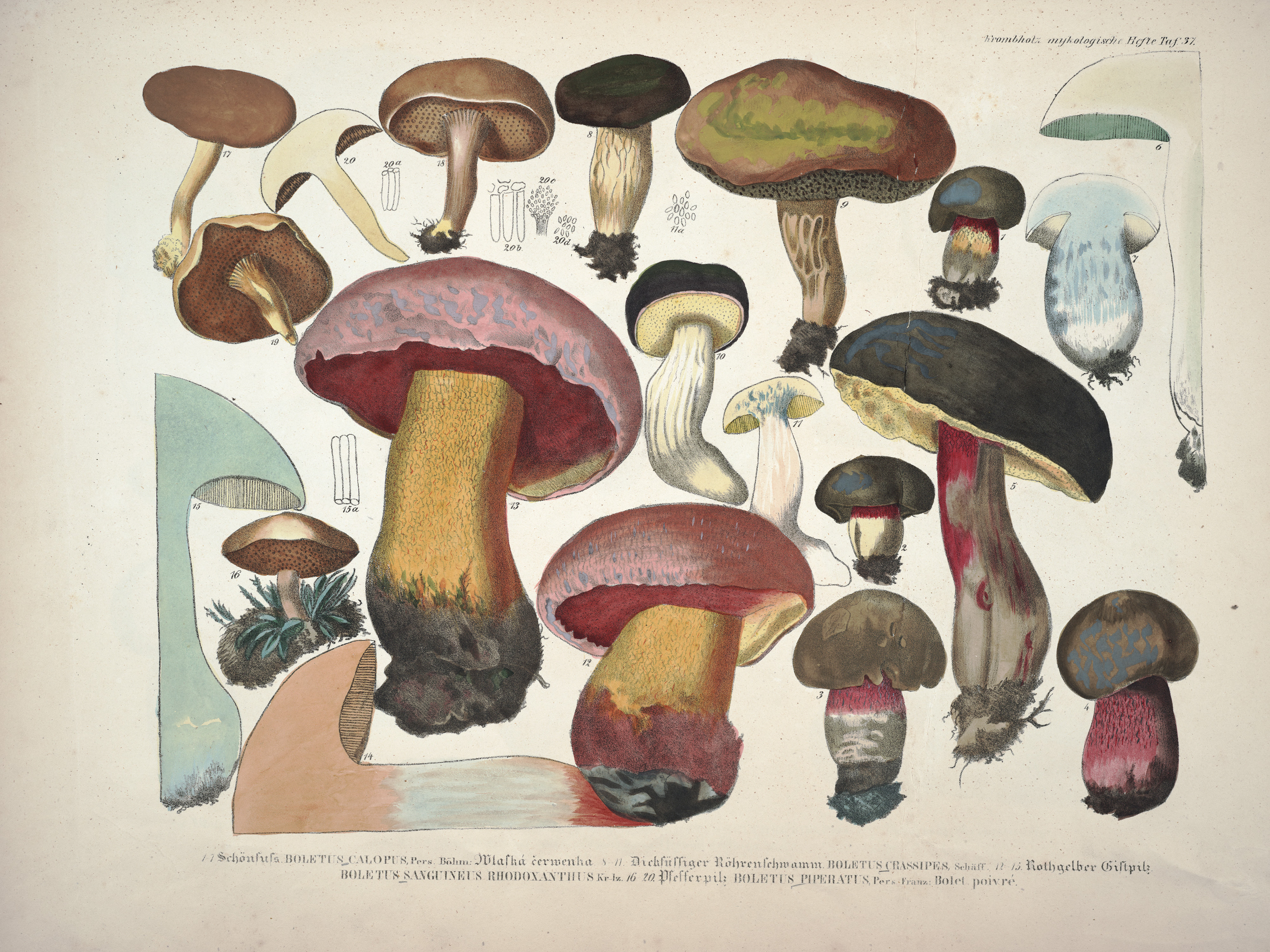

| 教育職務                    | 教育職務              | 教育職務                                 |
| --------------------------- | --------------------- | ---------------------------------------- |
| 前任者： František Tippmann | 布拉格大學院長 1831年 | 繼任者： Franz Ignatz Cassian Hallaschka |